# Naufragio (film 1990)
Naufragio è un film del 1990 diretto da Nils Gaup e tratto dal romanzo Haakon Haakonsen di Oluf Vilhelm Falck-Ytter.

## Trama
Scandinavia, 1850. Il giovane Haakon Haakonsen si imbarca come mozzo sulla nave del Capitano Merrick in rotta verso i Mari del Sud. Quando un uragano tropicale fa colare a picco la nave, il ragazzo fa naufragio su un'isola apparentemente deserta.
In realtà nella giungla si nasconde una banda di spietati pirati che ha catturato i superstiti dell'equipaggio naufragato. Haakon dovrà quindi fare ricorso a tutto il suo coraggio per riuscire a liberare dal giogo dei pirati i suoi compagni di avventura.

## Produzione
La storia originale, rivolta a giovani lettori, è stata ispirata da un altro classico di avventura, Robinson Crusoe di Daniel Defoe.
Il film è stato girato nelle Figi, in Norvegia, in Spagna e nel Regno Unito.

## Riconoscimenti
- 1992 – Young Artist Award
  - Candidatura per il miglior giovane attore in un lungometraggio a Stian Smestad
  - Candidatura per il miglior lungometraggio per la famiglia
  - Candidatura per la migliore giovane attrice non protagonista in un lungometraggio a Louisa Milwood-Haigh